# 全河哲
全 河哲（チョン・ハチョル、朝鮮語: 전하철、1928年4月22日 - ）は、朝鮮民主主義人民共和国の政治家。金日成・金正日主義の研究にあたる金日成・金正日主義研究所長。朝鮮労働党中央委員会委員、主席府（錦繍山議事堂）責任書記、内閣副総理、学職授与委員会委員長などを歴任。

## 経歴
1928年に日本統治下の平安北道厚昌郡(現両江道金亨稷郡)に生まれた。金日成総合大学卒業。1962年に内閣事務局次長に就任した。内閣第1事務長を経て、1970年3月に内閣地質総局長に就任し、11月には第5期朝鮮労働党中央委員会の中央委員候補に選出された。1982年に最高人民会議第7期代議員に選出され、翌1983年に両江道行政経済指導委員会委員長に就任し、党中央委員会委員に補選された。1987年に政務院資源開発部長に就任した。1990年には金日成主席の主席府（錦繍山議事堂）責任書記に就任した。金日成の秘書として金正日に実権を奪われた晩年の詳細な記録を残している。1994年に金日成主席が死去すると、国家葬儀委員会の委員になった。2006年には党計画財政部副部長に就任した。2010年には最高人民会議第12期代議員に補選され、内閣副総理、学位学職授与委員長に選出された。2012年に内閣副総理、学位学職授与委員長を解任され、2013年に金日成・金正日主義研究所長に就任した。

## 参考サイト
- 북한정보포털